# Comuna de Rudziniec
Rudziniec (polaco: Gmina Rudziniec) é uma gminy (comuna) na Polónia, na voivodia de Santa Cruz e no condado de Gliwicki. A sede do condado é a cidade de Rudziniec.
De acordo com os censos de 2004, a comuna tem 10 692 habitantes, com uma densidade 66,70 hab/km².

## Área
Estende-se por uma área de 160,39 km², incluindo:
- área agricola: 47%
- área florestal: 40%

## Demografia
Dados de 30 de Junho 2004:
|                      | Total   | Total | Mulheres | Mulheres | Homens  | Homens |
| -------------------- | ------- | ----- | -------- | -------- | ------- | ------ |
|                      | pessoas | %     | pessoas  | %        | pessoas | %      |
| População            | 10 692  | 100   | 5499     | 51,4     | 5193    | 48,6   |
| Densidade (pop./km²) | 66,7    | 100   | 34,3     | 34,3     | 32,4    | 32,4   |

De acordo com dados de 2002, o rendimento médio per capita ascendia a 1373,86 zł.